# Гајта (Авелино)
Гајта је насеље у Италији у округу Авелино, региону Кампанија.
Према процени из 2011. у насељу је живело 67 становника. Насеље се налази на надморској висини од 328 м.